# Хачатрян, Гамлет Арменакович
Гамлет Арменакович Хачатрян (арм. Համլետ Խաչատրյան, 25 марта 1951, Ехегнадзор - 2017) — бывший архитектор г. Еревана в 1997—1999 годах.
- 1974 — окончил Ереванский политехнический институт.
- С 1984 — член союза архитекторов Армении. Лауреат ЛКСМ Армении (Музей Гладзорского университета — 1985).
- Лауреат Всемирного фестиваля молодёжи в Москве (1985).
- Лауреат «Биеннале—91» в Софии (серебряная медаль).
- 1997—1999 — был главным архитектором г. Еревана.

## Основные работы
Генплан посёлка Паруйраван Араратского района.
Генплан и ПДП Нового Спитака (1989).
Музей Гладзорского университета.
Музей крепости Гарни.
Церковь св. Саркиса в Аштараке.
Церковь в Араи и Карине.
Особняки братьев Алексанян в Дзорапе.
Особняки в Болгарии, Израиле, на Украине.
Памятник жертвам землетрясения в Белграде.
Реконструкция здания Араратской епархии в Ереване.
Армянский павильон на международной выставке «Лейп-циг 80».
Общеобразовательные комплексы в Артесе, Аштараке, Севане.